# Catasticta thomasorum
Catasticta thomasorum is een vlinder uit de onderfamilie Pierinae van de familie van de witjes (Pieridae). De wetenschappelijke naam van de soort werd in 1998 gepubliceerd door Jasinski.

## Ondersoorten
- Catasticta thomasorum thomasorum
- Catasticta thomasorum inexcpectata